# 乾佑河
乾佑河，是中国长江流域汉水水系的一条河流，汇入旬河。河长148千米，流域面积2505平方千米，多年平均流量27立方米每秒。自然落差1830米。水能理论蕴藏量14万千瓦。